# Франкенштайн, або Сучасний Прометей
«Франкенштайн, або Суча́сний Промете́й» (англ. Frankenstein: or, The Modern Prometheus) — роман англійської письменниці Мері Шеллі, виданий у 1818 році. Розповідає про молодого студента-науковця, який внаслідок загадкового наукового експерименту створює гротескну, але чутливу істоту.
Номер 56 у Рейтингу 100 найкращих книг усіх часів журналу Ньюсвік.

## Історія створення
Роман був написаний Мері Шеллі у 18 років, і вперше виданий у 1818-му році в Лондоні, анонімно. Під своїм ім'ям Мері Шеллі опублікувала роман вже під час другого перевидання у Франції 1823 року.
1814 року Мері Шеллі подорожувала Європою, рухаючись уздовж ріки Рейн по Німеччині із зупинкою в Гернсгаймі, що розташований на відстані 17 км (10 миль) від Замку Франкенштайна, де два століття тому один алхімік проводив свої експерименти. Пізніше вона подорожувала в околицях Женеви (Швейцарія) — де й розгортається частина подій роману, а тема гальванізму та окультних ідей часто обговорювалися її супутниками, зокрема її майбутнім чоловіком Персі Біші Шеллі. Мері, Персі, Лорд Байрон та Джон Полідорі вирішили влаштувати змагання з написання найкращої історії жахів. Тоді Мері Шеллі наснився сон про науковця, який створив живу істоту і був цим неймовірно нажаханий. З цього сну і постав сюжет роману.
Франкенштайн увібрав у себе ознаки готичного роману і романтизму. У той же час цей твір можна назвати родоначальником науково-фантастичної художньої літератури. Цей роман справив значний вплив на літературу та масову культуру, пройшов через сотні модифікацій та адаптацій у різних історіях жахів, фільмах та п'єсах.
Відколи було опубліковано роман, ім'я Франкенштайна часто використовується як ім'я самого монстра. Але у творі Мері Шеллі у монстра немає імені, його називають словами «негідник», «істота», «потвора», «демон» та «воно». Промовляючи до Віктора Франкенштайна, монстр називає себе тим, хто міг би бути його (Франкенштейна) Адамом, але став натомість грішним ангелом.

## Зміст
У романі використовується обрамлення: твір починається від імені капітана Роберта Волтона, який пише листи до своєї сестри, датовані «17--» роком.

### Вступна розповідь капітана Волтона
Роман «Франкенштайн» написано в епістолярній формі, документуючи вигадану переписку між капітаном Робертом Волтоном та його сестрою, Маргарет Волтон Севіль. Колись Волтон мріяв стати письменником, та не судилося, тепер він вирушив досліджувати Північний полюс, щоб розширити свої наукові знання і здобути славу. Під час плавання екіпаж зауважує собачу упряжку, якою керує гігантська особа. За кілька годин екіпаж судна рятує напівзамерзлого й виснаженого чоловіка на ім'я Віктор Франкенштейн. Як з'ясувалося, Франкенштайн наздоганяв того гігантського чоловіка, якого бачила перед тим команда Волтона. Франкенштайн потрохи відновлює сили; він бачить у Волтоні ту саму надмірну амбітність і, бажаючи застерегти, розповідає історію про своє нещасне життя. Ця вся історія і виконує роль обрамлення для розповіді Франкенштайна.
Роман розповідає про життя і праці Віктора Франкенштейна, який виявився здатний відродити життя в тілі людини, зібраної з частин померлих людей. Однак, побачивши, що його творіння виявилося потворним і жахливим, вчений відрікається від нього і покидає місто, в якому жив і працював. Безіменна істота, яку ненавидять люди за її зовнішній вигляд, незабаром починає переслідувати свого творця.

## Сюжет

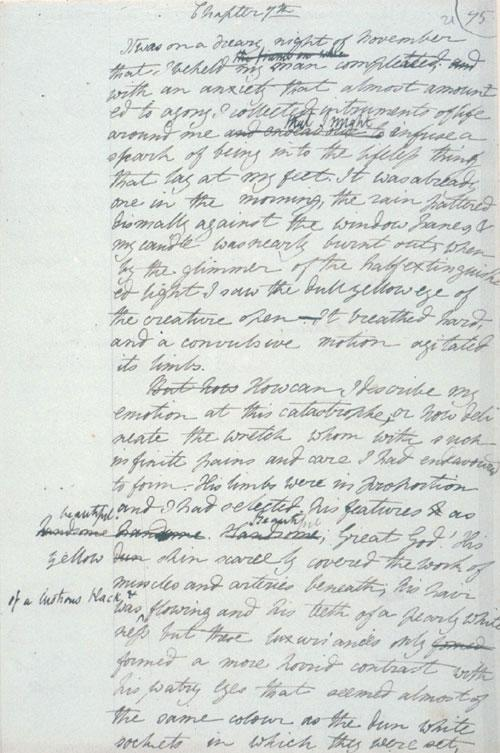
Сторінка рукопису «Франкенштайна», перше речення: «It was on a dreary night of November that I beheld my man completed.»

На початку роману англійський дослідник Волтон вирушає на Північний полюс з метою картографування невідомої місцевості. Серед льодів його корабель підбирає виснаженого європейця на ім'я Віктор Франкенштайн. Трохи зміцнивши сили, Франкенштайн розповідає Волтону історію свого життя і як він потрапив у ці місця.
Франкенштайн народився в заможній родині аристократів із Женеви. З дитинства Віктор цікавився всім таємничим і незбагненним і, будучи підлітком, вивчав праці відомих алхіміків на кшталт Парацельса і Корнелія Агріппи. Після смерті матері батько послав Віктора до престижного університету міста Інгольштадт. Там Віктор під впливом учителя природничих наук Вальдмана зацікавився причиною зародження життя і настання смерті.
Витративши два роки на дослідження, Віктор знайшов спосіб створення живої матерії з неживої і за допомогою цього відкриття створив і оживив гіганта. Новоявлена істота одним своїм виглядом налякала Віктора. Вона змусила вченого, охопленого жахом, тікати з лабораторії і викликала в нього напад гарячки.
Одужавши, Віктор намагається забути те, що сталося, але через певний час дізнається, що його молодшого брата Вільяма вбито. Віктор повернувся до Женеви, де вночі помітив у лісі створеного ним монстра. Суд визнав винним у смерті Вільяма служницю Франкенштайнів Жустину Моріц, бо у неї знайшли медальйон хлопчика. Її засуджують до страти, однак Віктор розуміє, що справжній вбивця це монстр.
Монстр зустрічає Віктора і розповідає йому, що навчився говорити завдяки одній сім'ї, у чиєму сараї він жив і в якій чоловік вчив іноземну наречену французькій мові. Спробувавши подружитися зі сліпим батьком родини, він був побитий членами родини через свій жахливий вигляд. Монстр знайшов у плащі, який він взяв у лабораторії, щоденник Франкенштайна про своє створення і зненавидів Віктора, що покинув його. Гнаний звідусіль через свою потворність, монстр випадково натрапив на Вільяма і, дізнавшись, хто він такий, убив його.
Монстр вимагає у Віктора створити йому жінку — наречену. Після довгих сперечань той погоджується й усамітнюється на острові, але, замислившись про наслідки подібного союзу, у результаті якого Землю могло заселити безліч монстрів, знищує тіло жіночого створіння. Розлютований монстр клянеться помститися і вбиває найкращого друга Віктора — Анрі Клерваля.
Повернувшись до Женеви, пригнічений Віктор одружується з подругою свого дитинства Елізабет Лавенца, але в шлюбну ніч монстр проникає в її будуар і душить. Смерть Елізабет вражає Віктора і його батька, який незабаром помирає. Втративши таким чином усю свою родину, Франкенштайн клянеться помститися і женеться навздогін за монстром на Північний полюс, де монстр,наділений надзвичайною силою і витривалістю, з легкістю вислизає.
Волтон, вирішивши не ризикувати подібно Віктору заради досягнення знань, повертає корабель назад. По дорозі Франкенштайн помирає. У каюті з тілом вченого Волтон виявляє чудовисько, яке говорить, що жалкує про вчинені злочини, і вирішує піти далі на Північ, де має намір накласти на себе руки. Вимовивши цю клятву, істота тікає з корабля.

## Персонажі
- Віктор Франкенштейн — головний герой і оповідач більшої частини історії. Віктор – амбітний науковець, який прагне розкрити секрети життя і створює живу істоту. Його відмова прийняти відповідальність за свій витвір призводить до трагічних наслідків для нього самого та його близьких.
- Створіння (монстр Франкенштейна) — істота, створена Віктором. Спочатку монстр лагідний і прагне прийняття, але після численних відмов і жорстокості з боку людей стає мстивим і руйнівним. Він уособлює теми самотності, упереджень і прагнення до спілкування.
- Роберт Волтон — дослідник і оповідач, який подає історію Віктора у формі листів до своєї сестри Маргарет. Волтон зустрічає Віктора в Арктиці та записує його розповідь. Його прагнення до відкриттів паралельне до амбіцій Віктора, але він вчиться на його помилках.
- Елізабет Лавенца — прийомна сестра і згодом наречена Віктора. Елізабет – добра, ніжна і віддана Віктору. Вона уособлює домашній затишок і любов, що контрастують із небезпечними науковими амбіціями Віктора.
- Генрі Клерваль — найкращий друг і довірена особа Віктора. Генрі – співчутливий і ідеалістичний, він є противагою до одержимості Віктора. Його трагічна доля підкреслює нездатність Віктора захистити тих, кого він любить.
- Альфонс Франкенштейн — батько Віктора, який любить і підтримує свого сина, але не може запобігти трагедіям, що спіткають їхню родину. Він уособлює сімейні цінності та відповідальність.
- Вільям Франкенштейн — молодший брат Віктора. Його вбивство монстром стає першою актом помсти і запускає ланцюг руйнівних подій для сім'ї Франкенштейнів.
- Жюстина Моріц — служниця в домі Франкенштейнів, яку несправедливо звинувачують у вбивстві Вільяма. Її страта підкреслює несправедливість і непрямі жертви, спричинені діями Віктора.
- Маргарет Савілль — сестра Роберта Волтона, якій він адресує свої листи. Вона безпосередньо не з'являється в романі, але представляє аудиторію, яка стає свідком трагедії.
- Родина Де Лейсі — бідна родина, до якої належать сліпий батько, його син Фелікс і дочка Агата. Монстр вчиться мови і людської поведінки, спостерігаючи за ними, але коли він намагається показати себе, його відкидають, що ще більше поглиблює його почуття ізоляції.

## Цікаві факти
У наукових колах прийнято вважати, що у доктора Віктора Франкенштейна було кілька прототипів у реальному житті, до них зараховують Йоганна Конрада Діппеля, Джованні Альдіні і Луїджі Гальвані.
Першими словами оповідання, з якого згодом виріс роман були: «Це сталося однієї сльотавої ночі в листопаді, коли я побачив що моя людина завершена.» («It was on a dreary night of November that I beheld my man completed.»). Тепер цими словами починається п'ятий розділ роману.

## Переклади українською
- Брем Стокер; Мері Шеллі. «Граф Дракула», «Франкенштейн»: романи. Переклад з англійської: Інна Базилянська. Харків: «Школа», 2009. 528 стор. (Золота серія «Бібліотека пригод»). ISBN 978-966-429-000-2
- Франкенштайн: готичні повісті. Переклад з англійської: Наталя Тисовська, Катерина Плугатир, Антоніна Нішта. Київ: KM Books, 2010. 315 стор. (Золотий бестселер). ISBN 978-617-538-022-2
  - Роберт Луїс Стівенсон. Химерна історія доктора Джекіла і містера Гайда: роман (пер. Катерина Плугатир)
  - Мері Шеллі. Франкенштайн: роман. (пер. Антоніна Нішта)
  - Джон Вільям Полідорі. Вурдалак: оповідання. (пер. Наталя Тисовська)

* (передрук) Франкенштайн:. Переклад з англійської: Антоніна Нішта. Київ: Велмайт, 2015. 272 стор. (Класика жанру). ISBN 978-617-538-425-1
- Мері Шеллі. Франкенштейн, або Сучасний Прометей. Переклад з англійської: Оксана Зубченко. Львів: Мендор І. І., 2018. — 326 с. — ISBN 978-966-97552-3-0